# Munida japonica
Munida japonica är en kräftdjursart som beskrevs av Henderson 1858. Munida japonica ingår i släktet Munida och familjen trollhumrar. Inga underarter finns listade i Catalogue of Life.